# Liste der Biografien/Olt
Liste der Biografien |
Portal Biografien |
Personensuche
# |
A |
B |
C |
D |
E |
F |
G |
H |
I |
J |
K |
L |
M |
N |
O |
P |
Q |
R |
S |
T |
U |
V |
W |
X |
Y |
Z |
?
 
Oa |
Ob |
Oc |
Od |
Oe |
Of |
Og |
Oh |
Oi |
Oj |
Ok |
Ol |
Om |
On |
Oo |
Op |
Oq |
Or |
Os |
Ot |
Ou |
Ov |
Ow |
Ox |
Oy |
Oz
 
Ola |
Olb |
Olc |
Old |
Ole |
Olf |
Olg |
Olh |
Oli |
Olj |
Olk |
Oll |
Olm |
Oln |
Olo |
Olp |
Olr |
Ols |
Olt |
Olu |
Olv |
Olw |
Oly |
Olz
Die Liste der Biografien führt alle Personen auf, die in der deutschsprachigen Wikipedia einen Artikel haben. Dieses ist eine Teilliste mit 59 Einträgen von Personen, deren Namen mit den Buchstaben „Olt“ beginnt.

## Olt
- Olt, Károly (1904–1985), ungarischer Politiker, Mitglied des Parlaments
- Olt, Reinhard (* 1952), deutscher Journalist und Professor
- Olt-Sahiner, Gülay (* 1954), türkisch-österreichische Sängerin

### Olta
- Oltarschewski, Wjatscheslaw Konstantinowitsch (1880–1966), russischer Architekt
- Oltay, Robert (* 1961), österreichischer Zeichner und Maler

### Olte
- Oltean, Daniela (* 1980), rumänische Eisschnellläuferin
- Olteanu Matei, Draga (1933–2020), rumänische Schauspielerin
- Olteanu, Constantin (1928–2018), rumänischer Politiker (PMR/PCR), Generaloberst und Schriftsteller
- Olteanu, George (* 1974), rumänischer Boxer
- Olteanu, Gheorghe (* 1926), rumänischer Skilangläufer
- Olteanu, Ioan (1839–1877), rumänischer Priester, Bischof von Großwardein, Bischof von Lugoj
- Olteanu, Ioana (* 1966), rumänische Ruderin
- Olteanu, Iulia (* 1967), rumänische Langstreckenläuferin
- Olteanu, Ovidiu (* 1970), rumänischer Leichtathlet
- Olter, Bailey (1932–1999), mikronesischer Politiker; Präsident (1991–1997)
- Oltermann, Philip (* 1981), deutsch-britischer Journalist
- Oltersdorf, Jutta (* 1956), deutsche Kunstturnerin
- Oltersdorf, Karl (1889–1973), deutscher Widerstandskämpfer und Gewerkschaftsfunktionär

### Olth
- Olthof, Adolf Friedrich von (1718–1793), schwedisch-pommerscher Regierungsrat und Kunstmäzen
- Olthoff, Bodo (* 1940), deutscher Maler und Grafiker
- Olthoff, Christian Ehrenfried Charisius von (1691–1751), schwedischer Regierungsbeamter, Diplomat, Postdirektor und Theaterschriftsteller
- Olthoff, Justus Ludwig (1659–1720), Bürgermeister von Stralsund, Landrat und Regierungsrat in Schwedisch-Pommern
- Olthoff, Silke, deutsche Filmeditorin
- Olthuis, Esmée (* 1969), niederländische Jazzmusikerin
- Olthuis, Kees (1940–2019), niederländischer Fagottist, Pianist und Komponist
- Olthuis, Marja-Liisa (* 1967), samische Linguistin und Autorin

### Oltm
- Oltmann, Jörn (* 1966), deutscher Politiker (Bündnis 90/Die Grünen)Jörn Oltmann (* 1966)

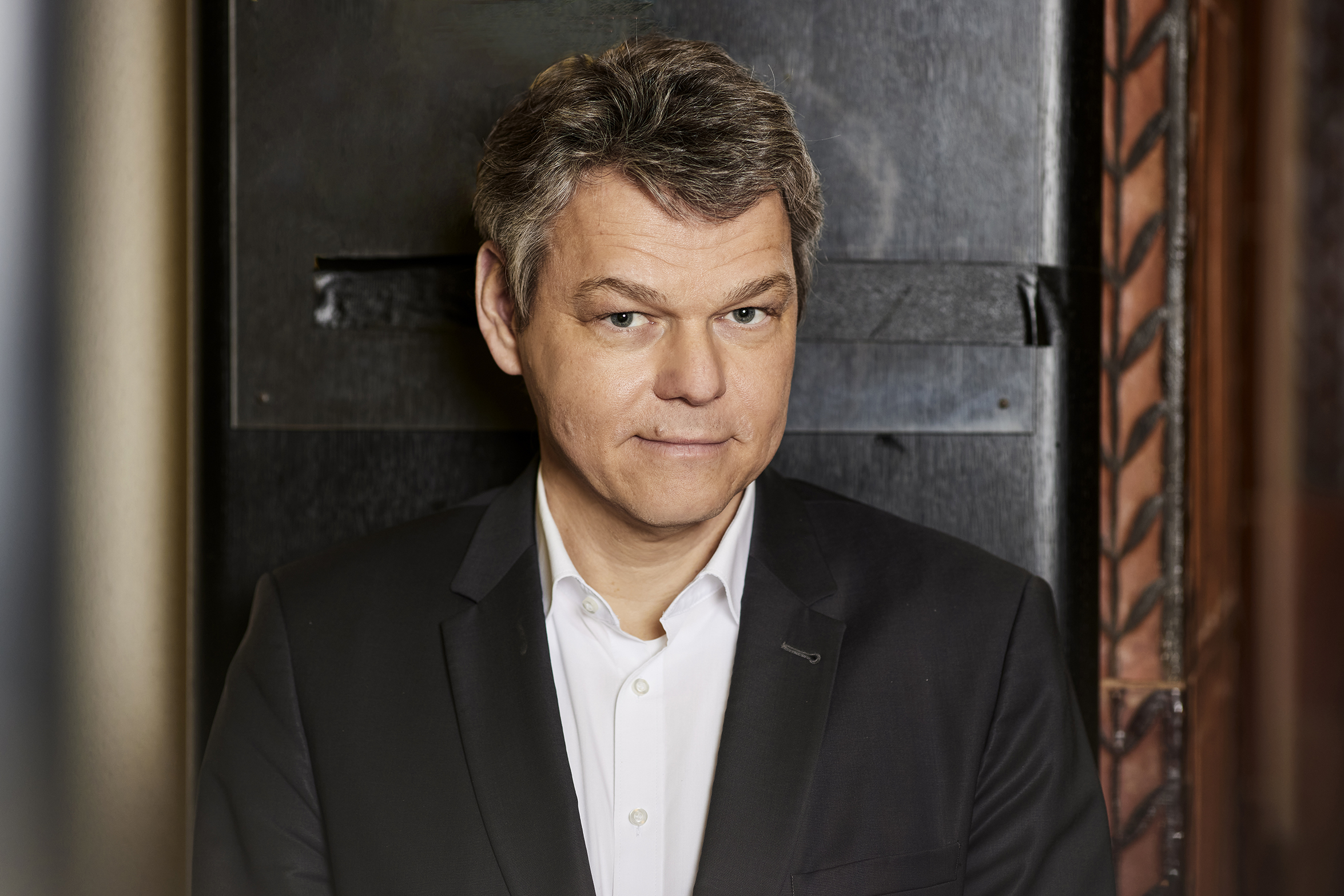
Jörn Oltmann (* 1966)

- Oltmanns, Brigitte (1934–2013), deutsche Politikerin (SPD), MdL
- Oltmanns, Dietrich (* 1956), deutscher Fotograf
- Oltmanns, Friedrich (1860–1945), deutscher Botaniker
- Oltmanns, Georg (* 1915), deutscher Politiker (DP, FDP), MdBB
- Oltmanns, Gesine (* 1965), deutsche Bürgerrechtlerin
- Oltmanns, Gudrun (1959–2001), deutsche Künstlerin
- Oltmanns, Hayo Tjarks (1878–1907), österreichischer Gebrauchsgraphiker und Illustrator
- Oltmanns, Jabbo (1783–1833), deutscher Mathematiker, Astronom und Professor der Angewandten Mathematik
- Oltmanns, Jan (* 1956), deutscher evangelischer Geistlicher
- Oltmanns, Jutta (* 1964), deutsche Schriftstellerin
- Oltmanns, Karsten (1940–2016), deutscher Generalleutnant der Bundeswehr
- Oltmanns, Reimar (* 1949), deutscher Journalist und Buchautor
- Oltmanns, René (* 1979), deutscher Schauspieler, Schriftsteller, Regisseur, Synchron- und Hörbuchsprecher
- Oltmanns, Torsten (* 1964), deutscher Unternehmensberater und Buchautor
- Oltmanns, Wilhelm (1874–1964), Bürgermeister
- Oltmanns, Willi (1905–1979), deutscher Maler
- Oltmans, Willem (1925–2004), niederländischer Investigativjournalist und politischer Autor
- Oltmer, Jochen (* 1965), deutscher Historiker

### Olto
- Oltos, griechischer Vasenmaler

### Oltr
- Oltra i Ferrer, Manuel (1922–2015), katalanischer Komponist und Musikpädagoge
- Oltra, José Luis (* 1969), spanischer Fußballspieler und -trainer
- Oltramare, André (1884–1947), Schweizer Altphilologe und Politiker (SP)
- Oltramare, Colette (1904–1980), Schweizer Künstlerin
- Oltramare, Georges (1896–1960), Schweizer Politiker (Union nationale)
- Oltramare, Hugo (1887–1957), Schweizer Arzt und Rotkreuz-Funktionär
- Oltramare, Hugues (1813–1891), Schweizer evangelischer Geistlicher und Hochschullehrer
- Oltramare, Marc (1916–2003), Schweizer Arzt und Politiker (PdA)
- Oltremonti, Ernesta (1899–1982), italienische Malerin
- Oltrogge, Doris, deutsche Kunsthistorikerin und Kunsttechnologin
- Oltrogge, Helga (1941–2020), deutsche Juristin, Präsidentin des OLG Celle
- Oltrogge, Jens (* 1962), deutscher Basketballspieler

### Oltu
- Oltuski, Enrique (1930–2012), kubanischer Politiker und Revolutionär